# Giovanni Antonini

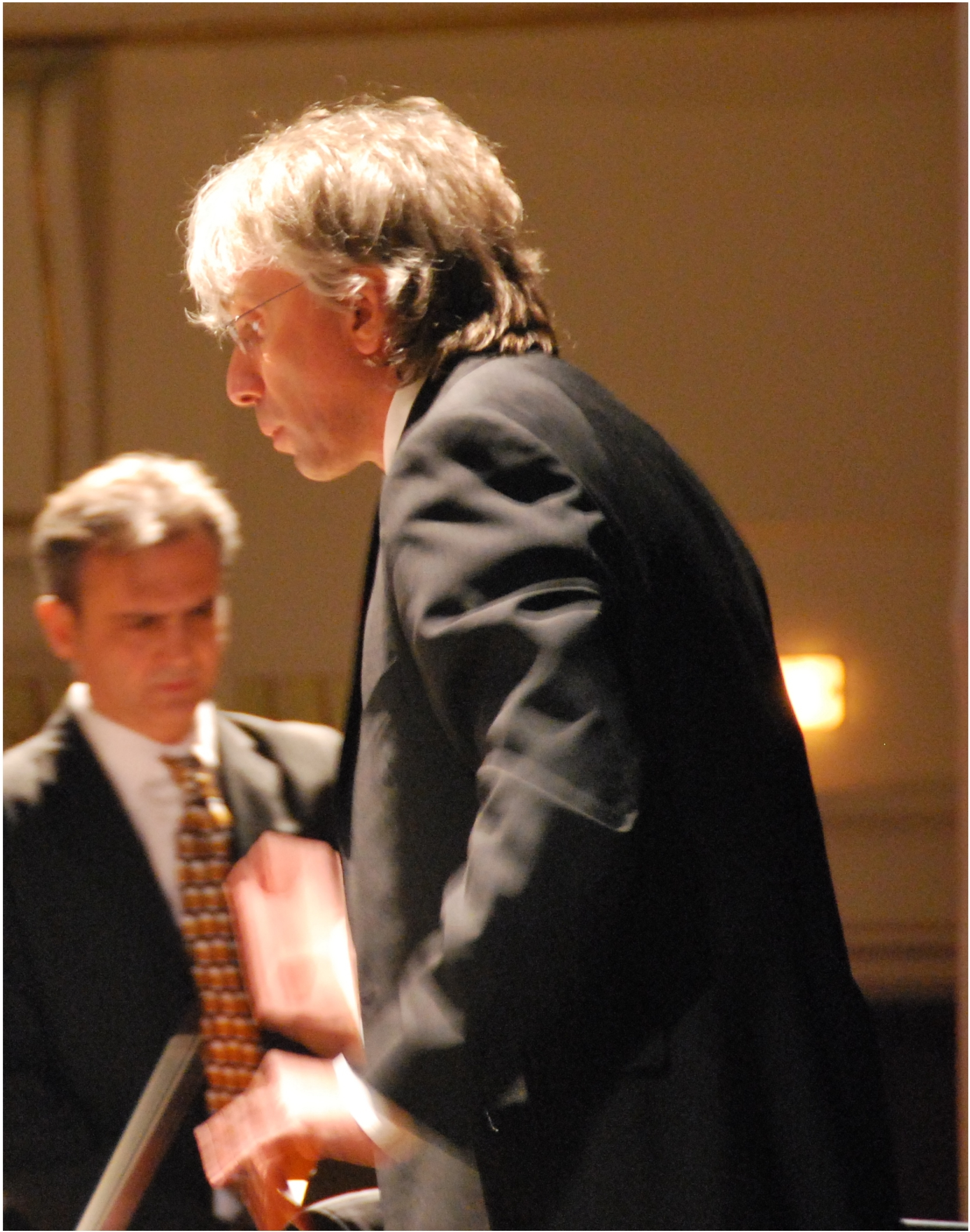
Giovanni Antonini (2010)

Giovanni Antonini (* 1965 in Mailand) ist ein italienischer Flötist und Dirigent. Er leitet das Barockensemble  Il Giardino Armonico.

## Leben und Werk
Antonini absolvierte seine musikalische Ausbildung in der Civica Scuola di Musica seiner Heimatstadt, sowie am Centre de Musique Ancienne in Genf. Über seine Entscheidung, Blockflöte zu spielen, sagt er: „Für mich war der Blockflötist Frans Brüggen ein Vorbild. Er zeigt, dass die Blockflöte ein großartiges Instrument ist, mit dem man auf poetische Art und Weise Musik machen kann.“ Mit seinem Ensemble konnte sich Antonini – insbesondere mit exemplarischen Vivaldi-Konzerten – rasch als Exponent der historischen Aufführungspraxis etablieren, begann mit Schallplattenaufnahmen und mit Gastspielen in den wichtigsten Konzertsälen Europas und der USA, sowie in Kanada, Südamerika, Australien, Japan und Malaysia.

### Il Giardino Armonico
Als Gründungsmitglied leitet Antonini seit 1989 das Barockensemble Il Giardino Armonico, dirigiert es und spielt solistisch auf Block- und Traversflöte. Das Ensemble wurde 1985 von Absolventen verschiedener europäischer Musikhochschulen in Mailand – allen voran Luca Pianca und Antonini – gegründet und spielt auf historischen Instrumenten. Antonini und sein Ensemble haben mit Künstlern wie Christoph Prégardien, Christophe Coin, Katia und Marielle Labèque, Lorenzo Ghielmi, Viktoria Mullova und Giuliano Carmignola zusammengearbeitet und treten weltweit auf. Aus der Begegnung mit Cecilia Bartoli ging 2000 das Vivaldi Album, ausgezeichnet mit dem Grammy Award, und 2009 das Album Sacrificium hervor.

### Als Gastdirigent
Giovanni Antonini ist auch gefragter Gastdirigent renommierter Orchester in Berlin, Birmingham, Edinburgh, München, Paris, Stockholm, Toulouse, Zürich, sowie des Concertgebouw-Orchesters, des Los Angeles Philharmonic Orchestra, der Camerata Salzburg und des Orchestra of the Age of Enlightenment. Auf Einladung von Sir Simon Rattle dirigierte Antonini 2004 und 2005 die Berliner Philharmoniker und präsentierte Werke des 17. und 18. Jahrhunderts. Derzeit erarbeitet er mit dem Kammerorchester Basel im Wechsel mit Il Giardino Armonico eine Gesamteinspielung der Haydn-Symphonien (Haydn 2032), die ersten acht sind bereits erschienen.

### Als Operndirigent
Im Opernbereich leitete Giovanni Antonini u. a. Claudio Monteverdis L’Orfeo, Georg Friedrich Händels Agrippina und Aci, Galatea e Polifemo, Giovanni Battista Pergolesis La serva padrona und Domenico Cimarosas Il matrimonio segreto. In der Spielzeit 2008/09 gastierte er mit Le nozze di Figaro und Alcina an der Mailänder Scala. Bei den Salzburger Pfingstfestspielen 2012 und 2013 spielte Il Giardino Armonico, geleitet von Antonini, in Opernproduktionen mit Cecilia Bartoli in der weiblichen Hauptrolle: Georg Friedrich Händels Giulio Cesare in Egitto und Vincenzo Bellinis Norma in einer Version auf die Bühne, die sich an der Fassung der Uraufführung orientiert. Beide Produktionen wurden in das Sommerprogramm der Salzburger Festspiele übernommen.
Zu den jüngsten Aufnahmen zählen Händels Concerti grossi op. 6, Vivaldis Oper Ottone in villa und die Alben Il Pianto di Maria – The Virgin’s Lament mit Bernarda Fink und Sacrificium mit Cecilia Bartoli.
2013 hat Giovanni Antonini die künstlerische Leitung des Festivals Wratislavia Cantans in Polen übernommen, wo er 2019 Vivaldis Oratorium Juditha triumphans aufführte.

## Auszeichnungen
- 2000 Grammy Award
- 2008, 2015, 2017 Echo Klassik
- Gramophone Award
- Diapason d’or
- Choc du Monde de la Musique
- Premio Fondazione Cini
- Caecilia Award
- 10 de Repertoire
- Gran Prix de Discophiles

## Opernproduktionen
- Bellini: Norma, 2013 Salzburger Pfingst- und Sommerfestspiele
- Cimarosa: Il matrimonio segreto (Bozen, Trento, Rovigo und Liege)
- Händel: Aci, Galatea e Polifemo (Wien, Salzburg and Salamanca)
- Händel: Alcina, 2009 La Scala, Milano
- Händel: Giulio Cesare in Egitto, 2012 Salzburger Pfingst- und Sommerfestspiele
- Mozart: Le nozze di Figaro, 2009 La Scala, Milano

## Ausgewählte Aufnahmen
- Antonio Vivaldi, Concerti per liuti e mandolini (Luca Pianca : liuto, chitarre, mandolino, intégral)
- Antonio Vivaldi, Concertos pour violoncelle (Christophe Coin : violoncelle)
- Antonio Vivaldi, Le Quattro Stagioni (Enrico Onofri : violino solo)
- Johann Sebastian Bach, Sechs Brandenburgische Konzerte (Enrico Onofri : violon, violon piccolo)
- Händel : Cantates
- Locke : La Tempête
- Vivaldi : Il cimento dell'armonia e dell'inventione (extraits)
- Vivaldi : Concertos pour violon (divers)
- Vivaldi : Sonates pour violoncelle (intégrale)

### Alben mit Cecilia Bartoli
- The Vivaldi Album
- Sacrificium